# ويكيبيديا الباشقورية
ويكيبيديا الباشقيرية هي النسخة الباشقيرية من موسوعة ويكيبيديا.